# Mon amour (singel Slimane)
Mon amour – singel francuskiego piosenkarza Slimane wydany 8 listopada 2023 nakładem wytwórni Noé Music.
Kompozycja reprezentowała Francję w 68. Konkursie Piosenki Eurowizji w Malmö.

## Powstanie utworu i historia wydania
Utwór napisali i skomponowali sam artysta wraz z Yaacovem i Meïrem Salah, którzy odpowiadają również za jego produkcję. Premiera piosenki odbyła się najwcześniej spośród każdego uczestniczącego w konkursie utworu, miała ona miejsce podczas transmisji na żywo programu Journal de 20 heures na kanale France 2. W dzień premiery Slimane przeprowadził wywiad z fanowskim portalem Wiwibloggs na temat jego udziału w Konkursie Piosenki Eurowizji, gdzie zapytany o zapowiedź dotyczącą utworu powiedział: Cóż, myślę, że wszystko jest w tytule »Mon Amour« To piosenka o miłości. Właściwie to list miłosny. Myślę, że potrzebujemy miłości bardziej [teraz] niż kiedykolwiek. W pewnym sensie jest to list miłosny, który chciałem wysłać do wszystkich serc Europy. Przyznał on również, że piosenka została napisana w Genewie i jest uczuciowo inspirowana jego przeżyciami. Utwór bywa opisany jako „emocjonalna ballada”.
Utwór został wykonany na żywo w telewizji po raz pierwszy podczas transmisji sylwestrowego koncertu La soirée du 31 de Paris. W ramach promocji przed konkursem artysta zaprezentował wersję utworu „Meya Rework” inspirowaną tradycyjną kulturą muzyczną Algierii (z której wywodzi się artysta), która spotkała się z pozytywnym odbiorem i została następnie wydana na platformach streamingowych.

## Lista utworów
| Digital download / media strumieniowe | Digital download / media strumieniowe | Digital download / media strumieniowe |
| Nr                                    | Tytuł utworu                          | Długość                               |
| ------------------------------------- | ------------------------------------- | ------------------------------------- |
| 1.                                    | „Mon amour”                           | 3:01                                  |

| Digital download / media strumieniowe – Meya Rework | Digital download / media strumieniowe – Meya Rework | Digital download / media strumieniowe – Meya Rework |
| Nr                                                  | Tytuł utworu                                        | Długość                                             |
| --------------------------------------------------- | --------------------------------------------------- | --------------------------------------------------- |
| 1.                                                  | „Mon amour (Meya Rework)”                           | 2:53                                                |